# 伯斯市
伯斯市是澳大利亞西澳伯斯大都會的一個地方政府 ，為西澳州治和中央商業區所在地，市轄境有12.7平方公里，主要產業為商業、教育業、服務業和觀光業；2008年，居民有15,113人。

## 議會
伯斯市議會有議席8座，俱為1個選區；市長為直選。 

## 姊妹市
- 鹿兒島市（1974年）
- 休士頓（1984年）
- 罗得（1984年）
- 迈伊斯蒂（1984年）
- 聖地牙哥（1987年）
- 瓦斯托（1989年）
- 南京市（1998年）
- 臺北市（1999年）

## 外部連結
- 伯斯市政府官方網站
- 伯斯市線上論壇